# فرانك ستانتون (رجل أعمال)
فرانك ستانتون (بالإنجليزية: Frank Stanton)‏ هو شخصية أعمال أمريكي، ولد في 9 مايو 1921، وتوفي في 9 مايو 1999 في Water Mill, New York ‏ في الولايات المتحدة.